# Tyskungen (film)
Tyskungen (arbetstitel Fjällbackamorden – Tyskungen) är en svensk deckarfilm från 2013 i regi av Per Hanefjord. Filmen bygger på Camilla Läckbergs roman med samma namn från 2007 och i rollerna ses bland andra Claudia Galli, Richard Ulfsäter, Jan Malmsjö och Lennart Jähkel.

## Om filmen
Inspelningen ägde rum i Fjällbacka, Göteborg och Tallinn i Estland efter ett manus av Maria Karlsson. Filmen producerades av Pontus Sjöman och Helena Danielsson, fotades av Marek Wieser och klipptes av Rickard Krantz.
Filmen premiärvisades 28 juni 2013 och är 105 minuter lång. Den hade internationell premiär den 25 september 2013 på Berwick Film & Media Arts Festival. På plats fanns regissören Hanefjord, skådespelare Galli Concha och producenterna Sjöman och Danielsson. Filmens engelska titel är The Hidden Child.

## Handling
När Erica Falcks föräldrar omkommer i en bilolycka blir hon uppsökt av en man som säger sig vara hennes halvbror. Några dagar senare hittas han mördad och Erica börjar då gå igenom sin mors saker i sökande efter svar. Hon upptäcker att modern hade mörka hemligheter, som någon annan dessutom gör allt för att hålla dolda.

## Rollista
- Claudia Galli – Erika Falck
- Richard Ulfsäter – Patrik Hedström
- Lennart Jähkel – Mellberg
- Pamela Cortes Bruna – Paula
- Eva Fritjofson – Kristina
- Amalia Holm Bjelke – Elsy som ung
- Fanny Klefelt – Britta som ung
- Edvin Endre – Axel som ung
- Axel Myrberg – Erik som ung
- Kim Solfeldt – Frans som ung
- Jakob Oftebro	– Hans Olavsen
- Felix Engström – Elof Moström
- Mirja Burlin – Hilma Moström
- Jan Malmsjö – Axel Frankel
- Anders Nyström – Erik Frankel
- Amanda Ooms – Alva Frankel
- Per Myrberg – Frans Ringholm
- Iwar Wiklander – Herman Johansson
- Inga Landgré – Britta Johansson
- Charlie Gustafsson – Per Ringholm
- Lena Carlsson – Carina Ringholm
- Gunvor Pontén – Elsy Moström
- Fridtjov Såheim – Hans-Erik Olavsen
- Björn Andersson – Göran
- Rainer Gerdes	– Gestapo-soldat
- Willie Andréason – Tore Falck
- Nadja Christiansson – Lotta
- Espen Skjønberg – Espen
- Sigmund Hovind – Espen som ung
- Martin Zetterlund – fängelsevakt
- Freja Lind – Maja 1 år
- Per Trollvik – bibliotekarie
- Bengt Magnusson – minister
- Helén Söderqvist-Henriksson – advokat Björnström
- Thomas Olausson – polis
- Anders Bryngelsson – talare på torget
- Elwin Olsson – Maja som nyfödd
- Oscar Eliason – Göran som nyfödd
- Elisabeth Pousi – hotellchef
- Therese Johansson – hotellstäderska
- Mikael Culberg – man vid boksignering

## Mottagande
Filmen fick ett blandat mottagande och har medelbetyget 2,1/5 på Kritiker.se, baserat på tretton recensioner. Högst betyg fick filmen av Svenska Dagbladet (4/6) och Gefle Dagblad (3/5), medan övriga recensenter gav ettor och tvåor i betyg.